# 27A-002
Die 27A-002 ist eine russische Regionalstraße, die in nordöstlich-südwestlicher Richtung innerhalb der Oblast Kaliningrad verläuft.
Die Straße verbindet auf einer Länge von 40 Kilometern den Ort Lesnoje (Лесное) – zwei Kilometer südlich der Stadtgrenze von Kaliningrad (Königsberg, Preußen) an der Fernstraße 27A-008 gelegen – mit der russisch-polnischen Grenze am Übergang Grzechotki – Mamonowo-II (frühere Ortsnamen entsprechend Rehfeld und Heiligenbeil). Die 27A-002 verläuft auf der Trasse der geplanten und vor 1945 teilweise ausgebauten Reichsautobahn Berlin–Königsberg. Auf polnischer Seite setzt sie sich als Schnellstraße S 22 fort. Die Eröffnung der Grenzübergangsstelle ist am 7. Dezember 2010 erfolgt. Täglich sollen bis zu 26000 Personenkraftwagen, 1250 Lastkraftwagen und 150 Busse die Grenze passieren können.
Bis zum Jahr 2011 war die Straße unter der Nummer R 516 (russisch Р516; das kyrillische Р entspricht dem lateinischen R) bekannt.

## Galerie

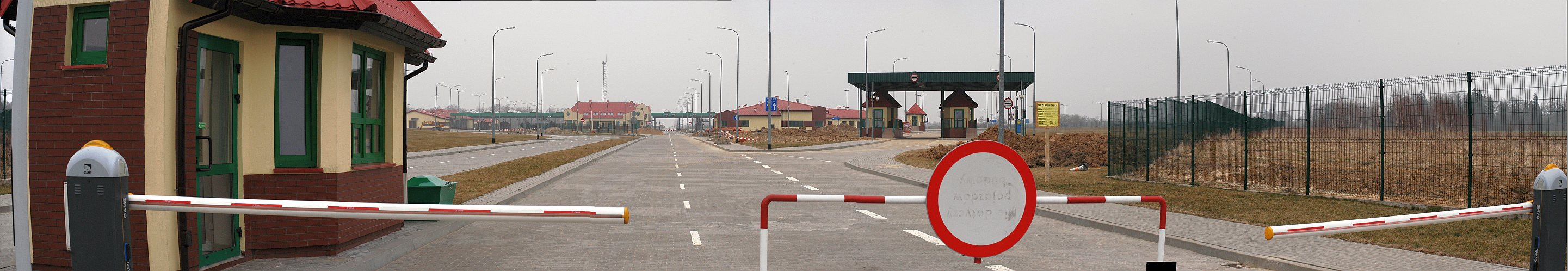
Die Grenzübergangsstelle Grzechotki-Mamonowo II ein Jahr vor ihrer Eröffnung
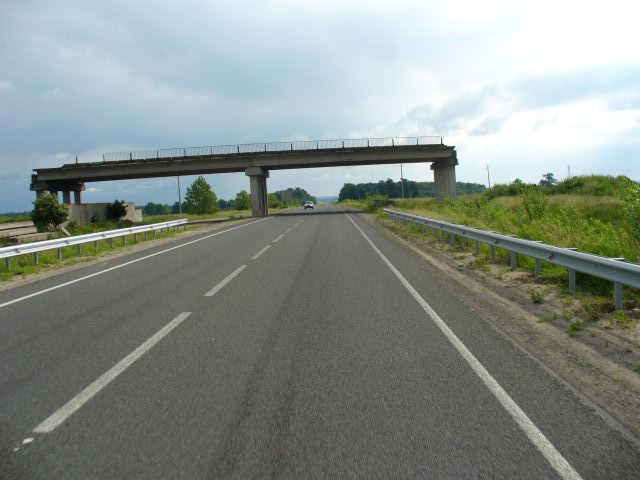
Russische 27A-002 bei Kornewo (Zinten) 2006 mit einer Soda-Brücke
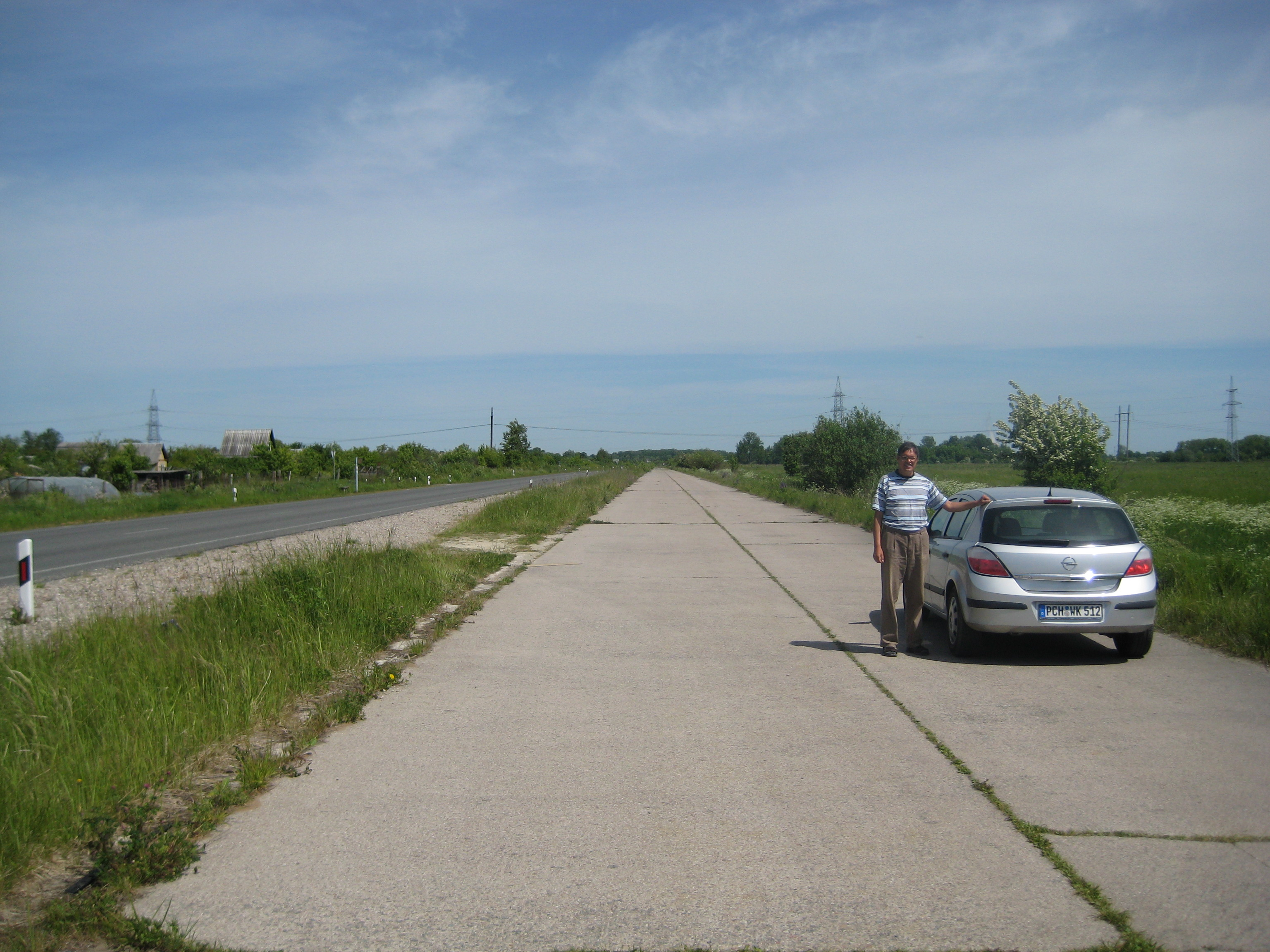
Russische 27A-002 kurz vor Kaliningrad (Königsberg) 2008